# Politik in Berlin
Die Politik in Berlin teilt sich in Bundes-, Landes- und Bezirkspolitik auf. Außerdem ist Berlin in den Gesetzesrahmen der Europäischen Union eingebunden.
Die Landespolitik erstreckt sich aufgrund des Status von Berlin als Stadtstaat auf die Belange der Stadt als Ganzes. Die Bezirkspolitik wird von zwölf einzelnen Bezirken auf lokaler Ebene umgesetzt und ist weitgehend auf Verwaltungshandlungen beschränkt.
Berlin ist ebenfalls die Bundeshauptstadt der Bundesrepublik Deutschland. Von dort wird durch die verschiedenen Verfassungsorgane die Bundespolitik gestaltet.

## Geschichte

### Verwaltungsgeschichte Berlins (seit 1200)
Von 1808 bis 1935 und von 1945 bis 1948 wurde die preußische Landeshauptstadt Berlin von einem Magistrat verwaltet, an dessen Spitze ein Oberbürgermeister stand. In der Zeit von 1935 bis 1945 gab es gemäß der Deutschen Gemeindeordnung keinen Magistrat. Von 1948 bis zur Wiedervereinigung 1990 bestanden in der geteilten Stadt ein Magistrat in Ost-Berlin und ein Senat in West-Berlin.
Das heutige Berlin (Länderanhangscode BE) ist im staatsrechtlichen Sinne erst seit der Wiedervereinigung auch ein deutsches Land. Dieses umfasst exakt die Stadt Berlin. Zwar erklärte neben der Berliner Landesverfassung von 1950 auch das deutsche Grundgesetz das Land Berlin zum Gliedstaat der Bundesrepublik Deutschland, wegen der Vorbehalte der Alliierten war dies bis dahin jedoch völkerrechtlich unwirksam. Faktisch war West-Berlin seit 1949 mit einigen Einschränkungen Teil der Bundesrepublik Deutschland, während dasselbe für das formal miteinbezogene Ost-Berlin keine faktische Wirksamkeit hatte. In Artikel 3 des Einigungsvertrages ist die ständige Rechtsauffassung der Bundesrepublik, dass das Grundgesetz in West-Berlin bereits vor der Wiedervereinigung gegolten hat, festgeschrieben.

## Land Berlin

### Verfassung
Die Verfassung von Berlin (VvB) ist die Landesverfassung des deutschen Landes Berlin und trat am 23. November 1995 in Kraft. Sie löste die Verfassung vom 1. September 1950 ab.

### Landespolitik

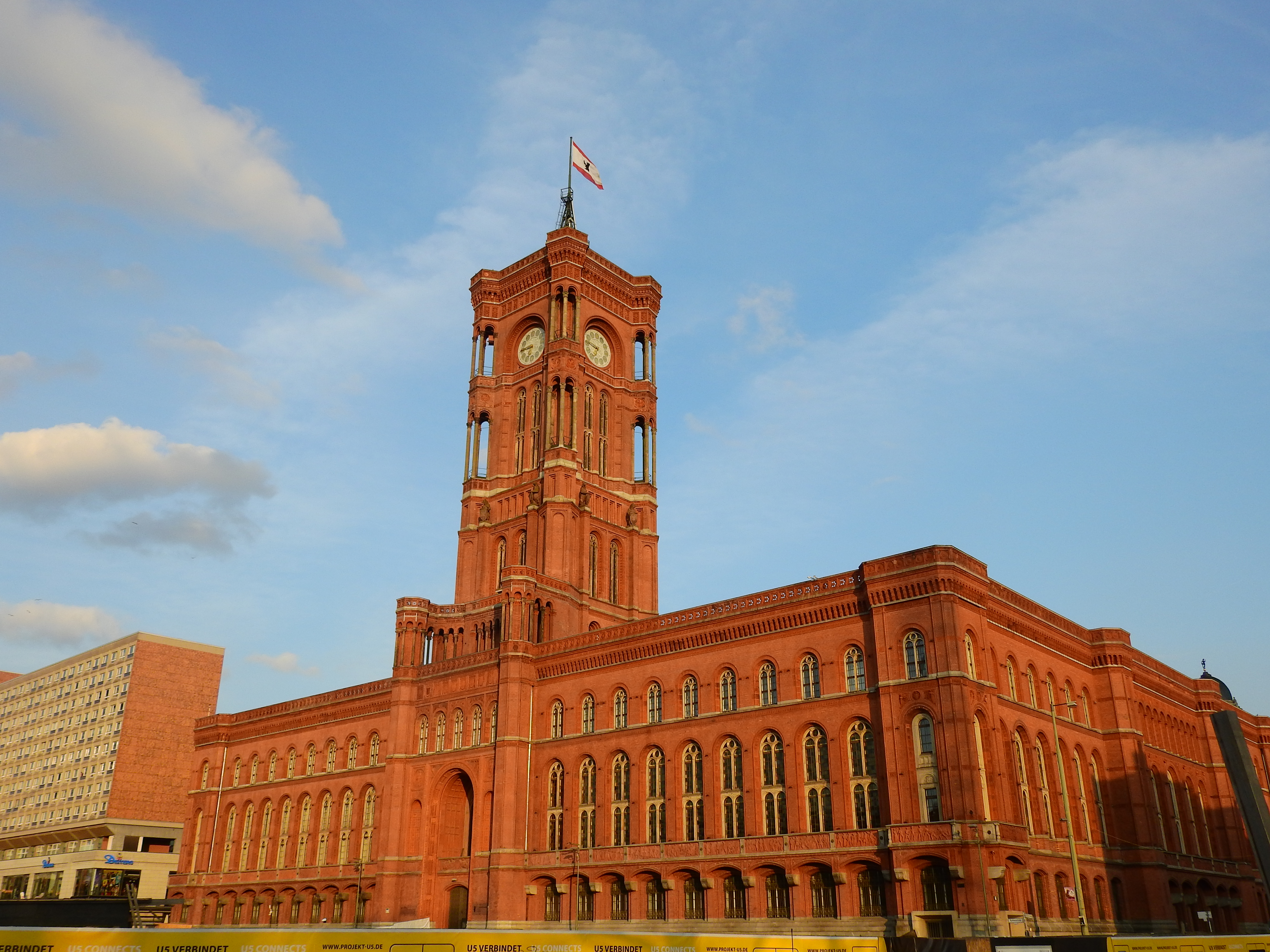
Das Berliner Rathaus, Sitz des Senats von Berlin

Das Land und die Stadt Berlin werden vom Senat von Berlin (Exekutive) regiert, dem neben dem Regierenden Bürgermeister die Senatoren angehören. Der Regierende Bürgermeister entspricht dabei auf Landesebene den Ministerpräsidenten anderer Bundesländer, einen eigenen Oberbürgermeister für die Stadt gibt es nicht. Der Senat tagt im Berliner Rathaus (Rotes Rathaus). Er wird in seiner Arbeit durch die Senatskanzlei unterstützt.

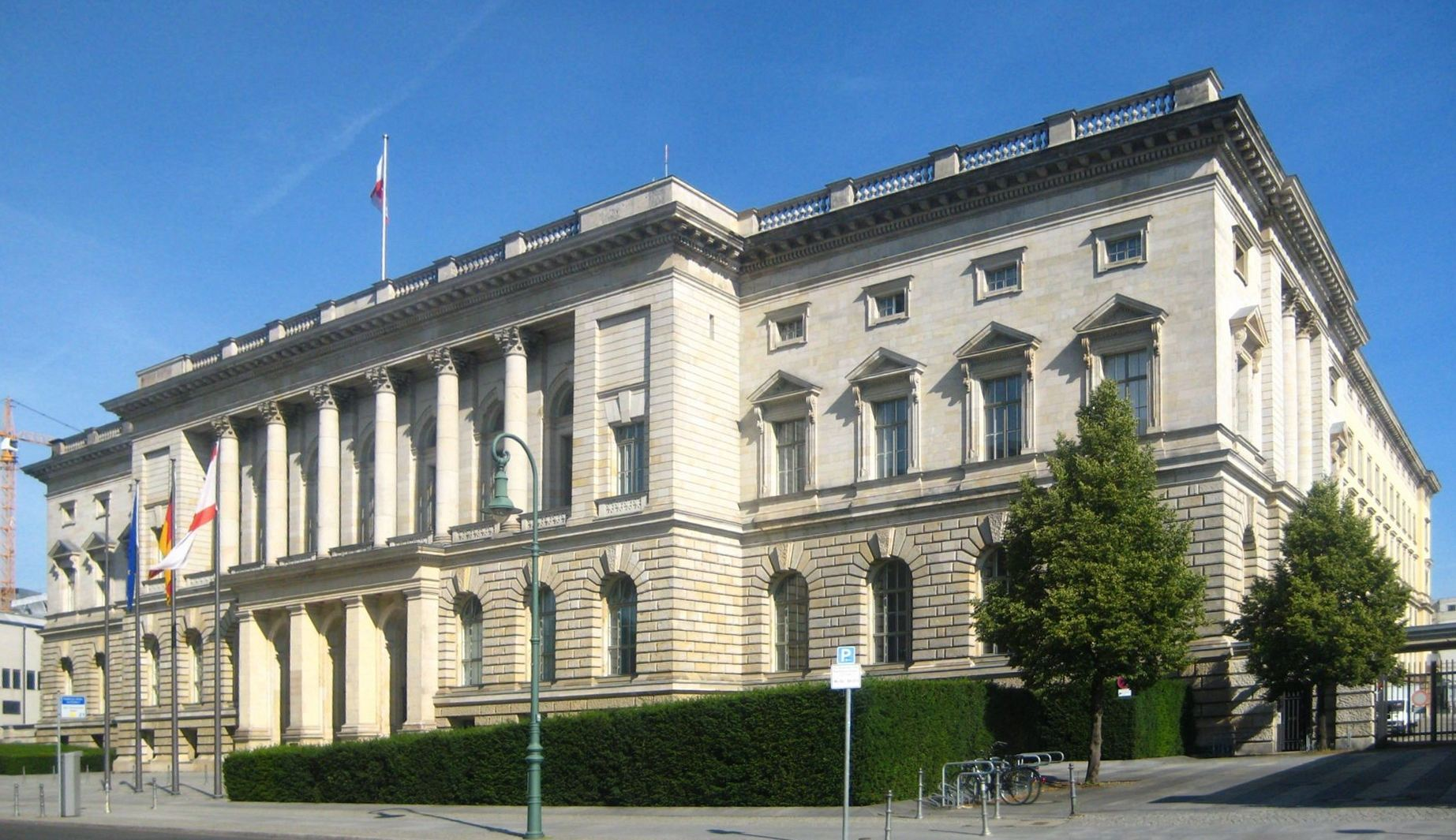
Das Abgeordnetenhaus von Berlin

Die Legislative wird durch das Abgeordnetenhaus vertreten. Aufgrund einer Reform der Landesverfassung im Jahr 2006 wurden die Bedingungen für Instrumente der Direkten Demokratie in Berlin gestärkt, was seitdem mehrere Volksgesetzgebungsverfahren nach sich zog.
Die Senatsverwaltungen entsprechen den Ministerien in Flächenländern und konstituieren sich im Jahr 2018 wie folgt: Senatsverwaltung für Finanzen, Senatsverwaltung für Integration, Arbeit und Soziales, Senatsverwaltung für Bildung, Jugend und Familie, Senatsverwaltung für Gesundheit, Pflege und Gleichstellung, Senatsverwaltung für Inneres und Sport, Senatsverwaltung für Justiz, Verbraucherschutz und Antidiskriminierung, Senatsverwaltung für Stadtentwicklung und Wohnen, Senatsverwaltung für Wirtschaft, Energie und Betriebe, Senatsverwaltung für Kultur und Europa, sowie die Senatsverwaltung für Umwelt, Verkehr und Klimaschutz.

### Landeshaushalt
Die bereinigten Einnahmen des Landes Berlin betrugen im Jahr 2019 rund 29,8 Mrd. Euro. Die bereinigten Ausgaben betrugen im selben Jahr etwa 28,2 Mrd. Euro.

### Gerichtsorganisation
Die rechtsprechende Gewalt (Judikative) wird in Berlin durch den Verfassungsgerichtshof des Landes Berlin und zahlreichen weiteren Gerichten des Landes ausgeübt.

### Länderkooperation
Das Land Berlin arbeitet auf institutioneller Ebene mit dem angrenzenden Land Brandenburg zusammen. 1992 wurde die Arbeitsgruppe Polizeiliche Zusammenarbeit Berlin/Brandenburg eingesetzt. Die Gemeinsame Landesplanungsabteilung Berlin-Brandenburg hat seit 1996 ihre Arbeit als gemeinsame oberste Landesplanungsbehörde aufgenommen. Einige Landeseinrichtungen haben eine gemeinsame Berlin-Brandenburger Leitung. Im Jahr 2006 wurde der RBB sowie die Deutsche Rentenversicherung Berlin-Brandenburg gegründet. Die Oberverwaltungsgerichte beider Länder wurden zum Oberverwaltungsgericht Berlin-Brandenburg und die statistischen Landesämter zum Amt für Statistik Berlin-Brandenburg zusammengelegt.

### Bezirkspolitik

Berliner Bezirke

Seit dem 1. Januar 2001 ist Berlin in die folgenden zwölf Bezirke untergliedert: Mitte, Friedrichshain-Kreuzberg, Pankow, Charlottenburg-Wilmersdorf, Spandau, Steglitz-Zehlendorf, Tempelhof-Schöneberg, Neukölln, Treptow-Köpenick, Marzahn-Hellersdorf, Lichtenberg, Reinickendorf.
Politische Gremien auf Bezirksebene sind die Bezirksverordnetenversammlung und das Bezirksamt, das aus Wahlbeamten besteht und vom Bezirksbürgermeister geleitet wird. Bei einer Reform des Bezirksverwaltungsgesetzes im Jahre 2006 wurde erstmals die Möglichkeit zu Bürgerbegehren und Bürgerentscheid auf Ebene der Bezirke in Berlin eingeführt.
Die Bezirke sind politisch im Rat der Bürgermeister vertreten. Darüber hinaus sind die Bezirke Tempelhof-Schöneberg, Marzahn-Hellersdorf, Mitte, Reinickendorf und Spandau Mitglieder der AG Ressourcensteuerung.
Als Teile des Landes Berlin tragen die Bezirke ihre Namen ohne den vorangestellten Zusatz „Berlin-“. Dieser Sprachgebrauch wird auch auf Landeseinrichtungen ausgedehnt, die nach den Bezirken benannt sind: Bezeichnungen wie Amtsgericht Tiergarten oder Finanzamt Charlottenburg (jeweils ohne „Berlin-“) werden bundesweit verwendet.

### Hoheitssymbole

Landesflagge von Berlin (3:5)

Das Berliner Wappen zeigt im silbernen (weißen) Schild einen rot bewehrten und rot gezungten, aufrecht schreitenden schwarzen Bären, den sogenannten Berliner Bären. Auf dem Schild ruht eine goldene fünfblättrige Laubkrone, deren Stirnreif als Mauerwerk mit geschlossenem Tor in der Mitte ausgelegt ist. Die Herkunft des Bären als Wappentier ist ungeklärt, Dokument oder Unterlagen fehlen hierzu. Es gibt mehrere Theorien, warum sich die Stadtvertreter für den Bären entschieden. Eine davon besagt, dass die Berliner an Albrecht den Bären, den Begründer der Mark Brandenburg dachten. Eine andere geht von der lautmalerischen Interpretation des Stadtnamens aus. Der Bär ist erstmals auf einem Siegel von 1280 zu sehen. Über mehrere Jahrhunderte musste sich der Bär die Siegel- und Wappenbilder mit dem brandenburgischen und preußischen Adler teilen. Erst im 20. Jahrhundert konnte sich der Berliner Bär endgültig gegen die Adler als Hoheitszeichen der Stadt durchsetzen.
Die Berliner Landesflagge zeigt den Berliner Bären vor weißem Hintergrund, mit einem roten Streifen am oberen und unteren Rand der Flagge. Sie wird mit geringfügigen stilistischen Änderungen seit 1911 von Berlin geführt und wehte das erste Mal 1913 über dem Roten Rathaus. Vorher führte Berlin eine Flagge in den Farben Schwarz-Rot-Weiß, die wegen ständiger Verwechslungen mit der später entstandenen Flagge des Deutschen Kaiserreichs gegen die Bärenflagge getauscht wurde. Das Landessymbol ist der Bärenschild ohne Laubkrone in drei Farbausführungen. Es wird von der Senatsverwaltung für Inneres und Sport bereitgestellt, um Privatpersonen, Unternehmen und nichthoheitlichen Einrichtungen zu ermöglichen, die Verbundenheit mit Berlin mit einem Symbol zu dokumentieren. Die Berliner Bezirke besitzen eigene Wappen. Als verbindendes Element aller Berliner Bezirke mit der Stadt Berlin, aber auch untereinander, ruht auf den Schilden eine dreitürmige Mauerkrone, deren mittleren Turm mit dem Berliner Wappenschild (silber) belegt ist.

### Städtepartnerschaften
Das Land Berlin unterhält folgende Städtepartnerschaften:
 Los Angeles, Vereinigte Staaten (1967)

 Paris, Frankreich (1987)

 Madrid, Spanien (1988)

 Istanbul, Türkei (1989)

 Warschau, Polen (1991)

 Moskau, Russland (1991)

 Budapest, Ungarn (1991)

 Brüssel, Belgien (1992)

 Jakarta, Indonesien (1993)

 Taschkent, Usbekistan (1993)

 Mexiko-Stadt, Mexiko (1993)

 Peking, Volksrepublik China (1994)

 Tokio, Japan (1994)

 Buenos Aires, Argentinien (1994)

 Prag, Tschechien (1995)

 Windhoek, Namibia (2000)

 London, Vereinigtes Königreich (2000)
Die einzelnen Berliner Bezirke unterhalten weitere Partnerschaften, häufig auch mit einem einzelnen Stadtteil anderer Großstädte.

### Themen
Die administrativen Strukturen und Behörden des Stadtstaats Berlin wurden zwischen 2016 und 2023 sowohl innerhalb Berlins als auch deutschlandweit als zu langsam arbeitend und modernisierungsbedürftig eingestuft.
Zu den wesentlichen Bedrohungen für die Berliner Landes-Administration zählt die hohe Import-Abhängigkeit von IT-Produkten und Dienstleistungen aus den Vereinigten Staaten. Die Landesbehörden, wie auch weite Teile der Bevölkerung und der ansässigen Unternehmen sind zwischen dem Jahr 2010 und 2025 zu einem erheblichen Maße weniger souverän im Umgang mit der Datenverarbeitung geworden.

## Legislaturperioden im Land Berlin

### Wahlergebnisse seit 1990
| Wahltag    | Wahl- beteiligung | SPD  | CDU  | Grüne  | PDS / Linke 2 | FDP | AfD  | Piraten | Weitere >1 %                                                                  |
| ---------- | ----------------- | ---- | ---- | ------ | ------------- | --- | ---- | ------- | ----------------------------------------------------------------------------- |
| 02.12.1990 | 80,8              | 30,4 | 40,4 | 09,4 1 | 09,2          | 7,1 | –    | –       | REP 3,1                                                                       |
| 22.10.1995 | 68,6              | 23,6 | 37,4 | 13,2   | 14,6          | 2,5 | –    | –       | REP 2,7; Graue 1,7                                                            |
| 10.10.1999 | 65,5              | 22,4 | 40,8 | 09,9   | 17,7          | 2,2 | –    | –       | REP 2,7, Graue 1,1, Tierschutzpartei 1,1                                      |
| 21.10.2001 | 68,1              | 29,7 | 23,8 | 09,1   | 22,6          | 9,9 | –    | –       | Graue 1,4, REP 1,3                                                            |
| 17.09.2006 | 58,0              | 30,8 | 21,3 | 13,1   | 13,4          | 7,6 | –    | –       | Graue 3,8, WASG 2,9, NPD 2,6                                                  |
| 18.09.2011 | 60,2              | 28,3 | 23,3 | 17,6   | 11,7          | 1,8 | –    | 8,9     | NPD 2,1; Tierschutzpartei 1,5; proD 1,2                                       |
| 18.09.2016 | 66,9              | 21,6 | 17,6 | 15,2   | 15,6          | 6,7 | 14,2 | 1,7     | Die PARTEI 2,0; Tierschutzpartei 1,9; Graue Panther 1,1                       |
| 26.09.2021 | 75,4              | 21,4 | 18,0 | 18,9   | 14,1          | 7,1 | 8,0  | *       | Tierschutzpartei 3 2,2; Die PARTEI 1,8; dieBasis 1,8; Volt 1,1; Todenhöfer1,0 |
| 12.02.2023 | 62,9              | 18,4 | 28,2 | 18,4   | 12,2          | 4,6 | 9,1  | *       | Tierschutzpartei 2,4; Die PARTEI 1,4                                          |

### Wahl zum Abgeordnetenhaus 2023
- Linke: 22
- SPD: 34
- Grüne: 34
- CDU: 52
- AfD: 17

Zweitstimmen der einzelnen Parteien
CDU
SPD
Grüne
Linke
AfD
FDP

### Besonderheiten
Bei den Wahlen zum Abgeordnetenhaus in den Jahren 2016 und 2021 bekam die Partei mit den meisten Wählerstimmen (SPD) jeweils 21,6 % und 21,4 % der Gesamtwählerstimmen. Beide Ergebnisse waren die niedrigsten prozentualen Werte einer siegreichen Partei in der Geschichte der Landtagswahlen der Bundesrepublik Deutschland.
In der Legislaturperiode 2016 bis 2021 galt der Berliner Senat laut Umfragen als die am wenigsten respektierte Landesregierung eines deutschen Bundeslandes bei der ansässigen Bevölkerung. Der Regierende Bürgermeister genoss in derselben Zeit das geringste Vertrauen von allen deutschen Ministerpräsidenten bei der eigenen Landesbevölkerung.
Der Verfassungsgerichtshof des Landes Berlin erklärte am 16. November 2022 die Wahl zum 19. Abgeordnetenhaus vom 26. September 2021 wegen massiver Unregelmäßigkeiten für ungültig. Die Wiederholungswahl fand am 12. Februar 2023 statt. Die Wahl zu den zwölf Bezirksverordnetenversammlungen musste ebenfalls wiederholt werden.

## Bundeshauptstadt

### Bundespolitik

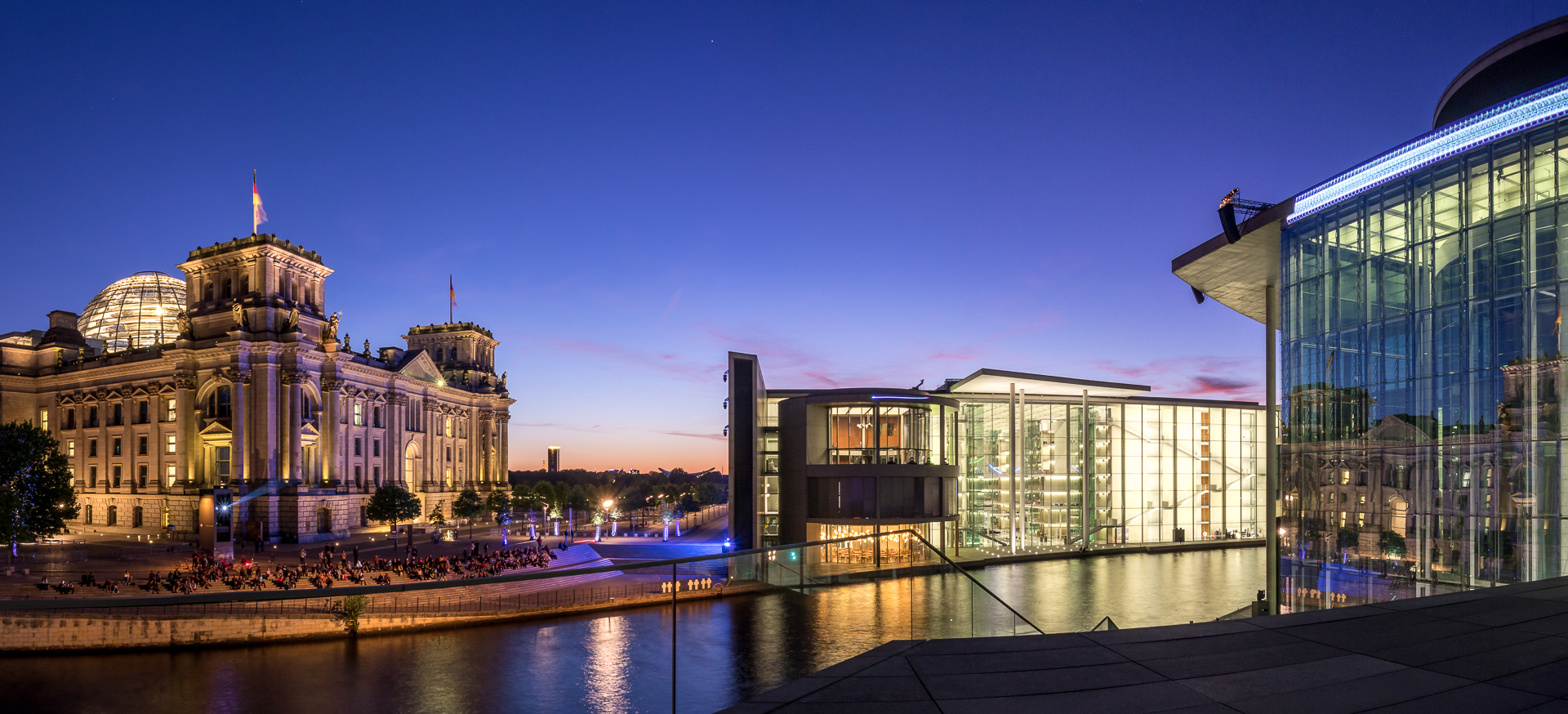
Regierungsviertel mit Bundestag in Berlin

Seit der Wiedervereinigung der Bundesrepublik Deutschland mit der Deutschen Demokratischen Republik am 3. Oktober 1990 ist Berlin Hauptstadt der jetzt gemeinsamen Bundesrepublik. Am 20. Juni 1991 entschied der Deutsche Bundestag im so genannten Hauptstadtbeschluss, dass Berlin auch Regierungs- und Parlamentssitz des vereinigten Deutschlands werden solle.
Berlin ist Sitz des ersten Amtssitzes des Bundespräsidenten im Schloss Bellevue, der Bundesregierung, des Bundestages und des Bundesrates. Im Gegensatz zu anderen Hauptstädten ist Berlin nicht der einzige Sitz von Ministerien und wichtigen Bundesinstitutionen. Zahlreiche Bundesbehörden befinden sich noch in der Bundesstadt Bonn.
Das Bundeskanzleramt befindet sich im sogenannten Regierungsviertel in Bezirk Mitte, ebenso wie das Reichstagsgebäude, in dem der Bundestag tagt, und das ehemalige Preußische Herrenhaus, Sitz des Bundesrates.

### Bundesministerien

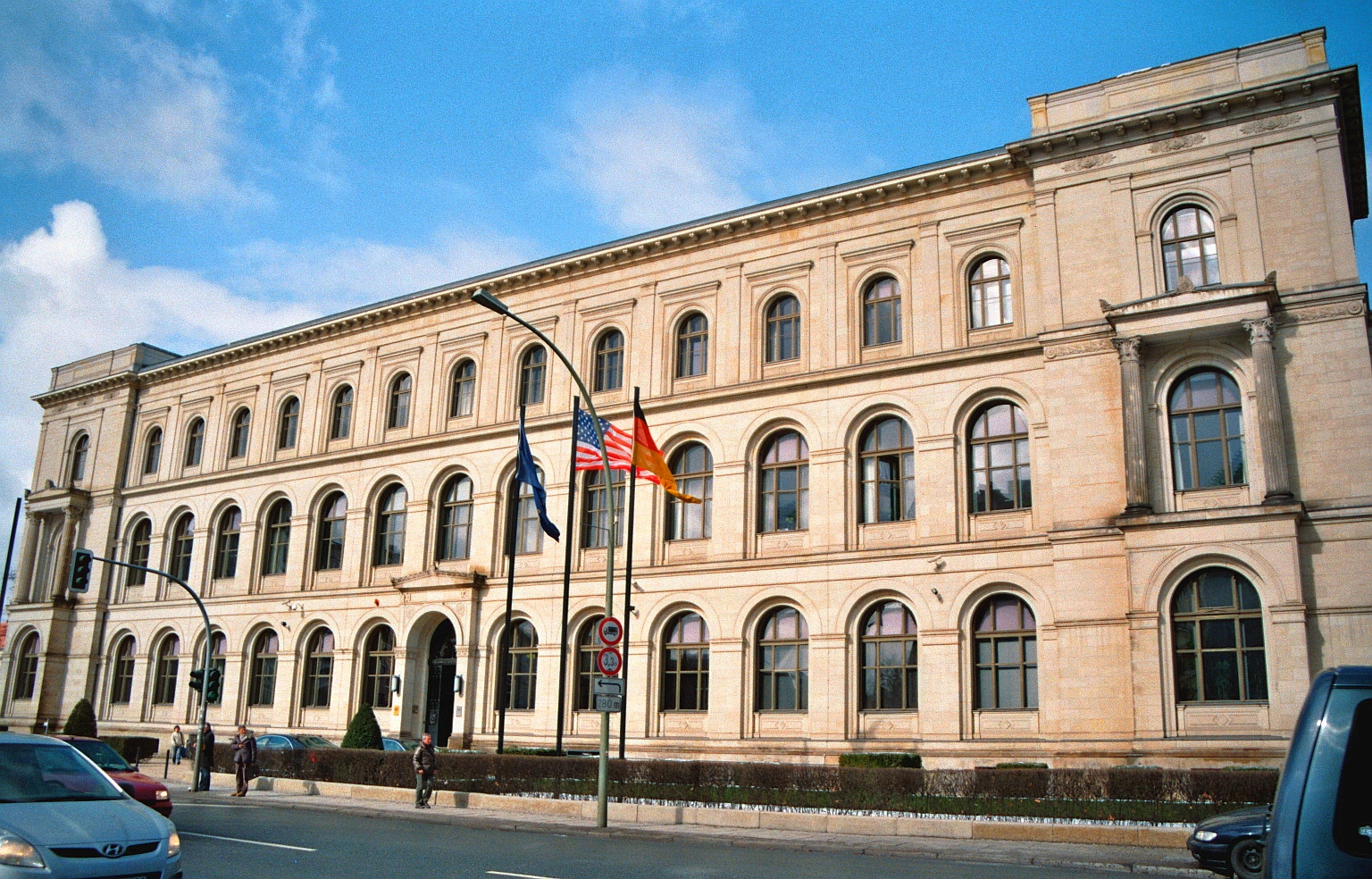
Das Bundesministerium für Verkehr und digitale Infrastruktur

Von vierzehn Bundesministerien des 18. deutschen Bundeskabinetts haben acht ihren Hauptsitz in Berlin. Darunter sind das Auswärtige Amt sowie die Bundesministerien für Finanzen; für Familie, Senioren, Frauen und Jugend; für Arbeit und Soziales; des Innern; der Justiz und für Verbraucherschutz; für Wirtschaft und Energie; für Verkehr und digitale Infrastruktur.
Die übrigen sechs Bundesministerien haben ihren Hauptsitz in der Bundesstadt Bonn. Alle Ministerien, auch die in der Hauptstadt ansässigen, haben einen Zweitsitz in der jeweils anderen Stadt.
In Berlin sind die Bundesministerien für Bildung und Forschung; für Ernährung und Landwirtschaft; für Gesundheit; für Umwelt, Naturschutz, Bau und Reaktorsicherheit; der Verteidigung und für wirtschaftliche Zusammenarbeit und Entwicklung mit einem Zweitsitz vertreten. Etwa zwei Drittel der Ministeriumsbeschäftigten, rund 12.600 Beamte und Tarifbeschäftigte (Stand: 2018), arbeiten in Berlin.

### Behörden

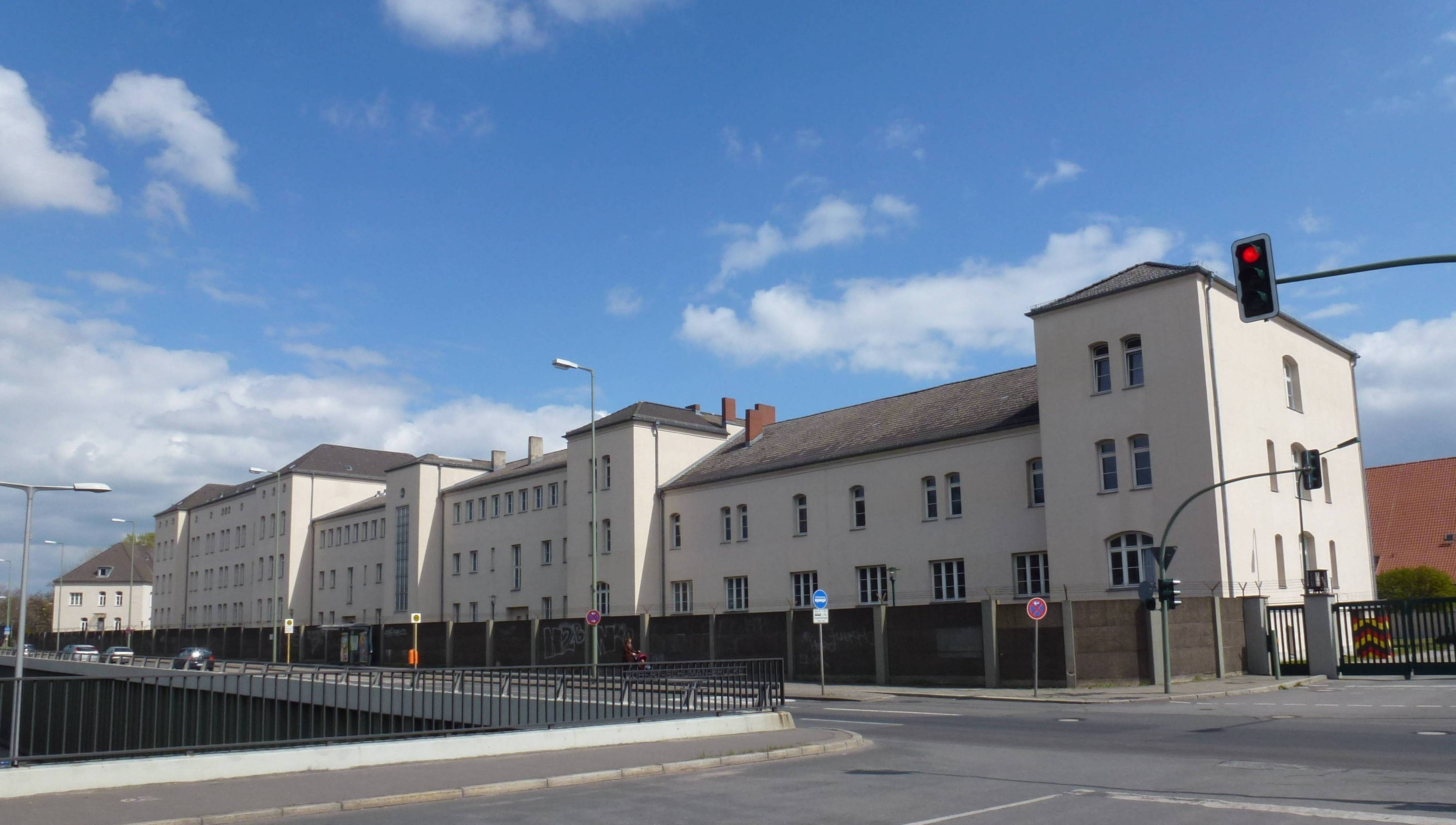
Wachbataillonsgebäude in der Julius-Leber-Kaserne

Mehrere, den Bundesministerien untergeordnete, Institutionen und Behörden haben ihren Abteilungssitz in Berlin.
Die Zentrale des Bundesnachrichtendienstes (BND) befindet sich seit 2018 in Berlin. Der BND ist einer der drei deutschen Nachrichtendienste des Bundes und zuständig für die Auslandsaufklärung. Der BND ist eine dem Bundeskanzleramt unterstellte Dienststelle und beschäftigt rund 4000 Mitarbeiter in der Stadt.
Der Dienststab der Bundespolizeidirektion Berlin ist für die Bundesländer Berlin und Brandenburg zuständig und mit rund 3700 Mitarbeitern besetzt (Stand: 2017). Der zur Bundespolizei zugehörige Stab ist dem Bundesinnenministerium unterstellt.
Das Operative Führungskommando der Bundeswehr ist in der Julius-Leber-Kaserne stationiert. Mit rund 2000 Soldaten und knapp 300 zivilen Angehörigen ist der Kasernenstandort die größte Liegenschaft der Bundeswehr in Berlin. Das Kommando ist unmittelbar dem Bundesministerium der Verteidigung unterstellt.

### Haushalt
Die Ausgaben des Bundes (ohne besondere Finanzierungsvorgänge) beliefen sich im Haushaltsjahr 2017 auf 325,4 Milliarden Euro. Im Vergleich zum Ist-Ergebnis 2016 stiegen die Ausgaben im Jahr 2017 um 14,8 Milliarden Euro beziehungsweise 4,8 %.
Die Einnahmen (ohne Umlaufmünzen und ohne besondere Finanzierungsvorgänge) beliefen sich im Jahr 2017 auf 330,4 Milliarden Euro. Damit nahm der Bund 8,4 Milliarden Euro beziehungsweise 2,6 % mehr ein als im Soll veranschlagt.

### Parteien
Im 19. Deutschen Bundestag sind seit der Bundestagswahl 2017 sechs Fraktionen und bis Ende 2020 zehn verschiedene Parteien vertreten gewesen: Christlich Demokratische Union Deutschlands (CDU und CSU), Sozialdemokratische Partei Deutschlands SPD, Alternative für Deutschland AfD, Freie Demokratische Partei (FDP), Die Linke und Bündnis 90/Die Grünen.
Vertreter der 2019 aufgelösten Blauen Partei wurden fraktionslos. Durch den Übertritt zweier Abgeordneter im Jahr 2020 ist die Partei der Liberal-Konservativen Reformer im Bundestag vertreten. Durch den Eintritt eines Fraktionslosen Bundestagsabgeordnete in Die PARTEI kam eine weitere Partei in den Bundestag hinzu. Alle im Bundestag vertretenen Parteien haben ihren Hauptsitz in Berlin.
Die CDU stellte in der Geschichte der Bundesrepublik Deutschland fünf der bisher acht amtierenden Bundeskanzler bzw. Bundeskanzlerinnen. Die SPD stellte bisher drei Bundeskanzler.
Fast allen Parteien stehen mehr oder weniger selbständige Jugendorganisationen zur Seite, die ebenfalls ihren Sitz in Berlin haben: die Junge Union (CDU/CSU), die Jusos (SPD), die Junge Alternative (AfD), die Junge Liberale (FDP), die Linksjugend solid (Die Linke), die Grüne Jugend (Bündnis 90/Die Grünen) und die Liberal-Konservative Jugend (LKR).

## Europäische Union

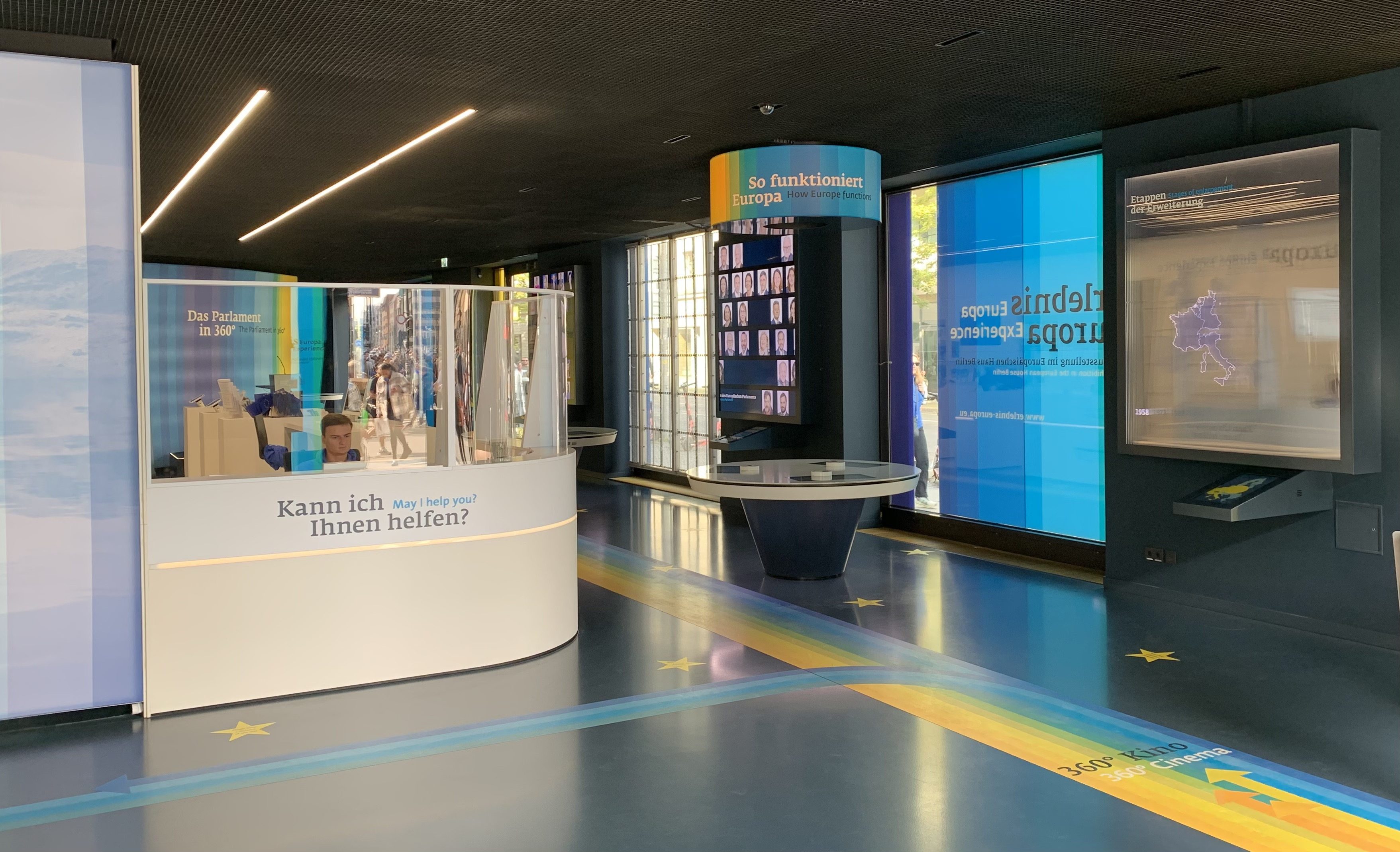
Vertretung der Europäischen Kommission in Berlin

Berlin ist Teil der Europäischen Union und der Eurozone. Als Land der Bundesrepublik Deutschland ist es eingebunden in den Gesetzesrahmen der EU. Als Bundeshauptstadt nimmt Berlin Einfluss auf die politische Entwicklung der Europäischen Union. Es setzt damit das historische, europapolitische Engagement der Bonner Republik vor 1991 fort.
Die Europäische Union steuerte dem wirtschaftlich noch unterdurchschnittlich entwickelten Standort Berlin während der Periode 2014–2020 rund 850 Millionen Euro zum Landeshaushalt bei. Mit Hilfe der Europäischen Struktur- und Investitionsfonds wurden zahlreiche Aufbauprojekte in der Stadt gefördert.
Die Vertretung der Europäischen Kommission in Deutschland ist eine der Außenstellen der Europäischen Kommission und hat seit 1999 ihren Hauptsitz in Berlin. Die Vertretung ist das Bindeglied zwischen der EU-Kommission in Brüssel und der Bundesregierung und dem Bundestag, den Ländern und Kommunen. Sie steht im Kontakt zu Verbänden, Sozialpartnern, Zivilgesellschaft, Medien sowie Bürgerinnen und Bürgern.

## Botschaften und Ländervertretungen
158 Staaten unterhielten im Jahr 2017 in Berlin ihren Botschaftssitz. Berlin zählte dadurch zusammen mit Brüssel, Washington, Peking, London, Paris und Tokio zu den Hauptstädten mit der höchsten Anzahl an niedergelassenen diplomatischen Vertretungen. Eine Vielzahl von Botschaften haben im Tiergartenviertel ihren Sitz.
Die 16 deutschen Bundesländer sind in Berlin mit Landesvertretungen repräsentiert. Sie nehmen eine Vermittlerrolle zwischen Bundes- und Landespolitik ein. Daher gehören u. a. die Pflege enger Beziehungen zum Deutschen Bundestag und zur Bundesregierung zu ihrem Tätigkeitsfeld.

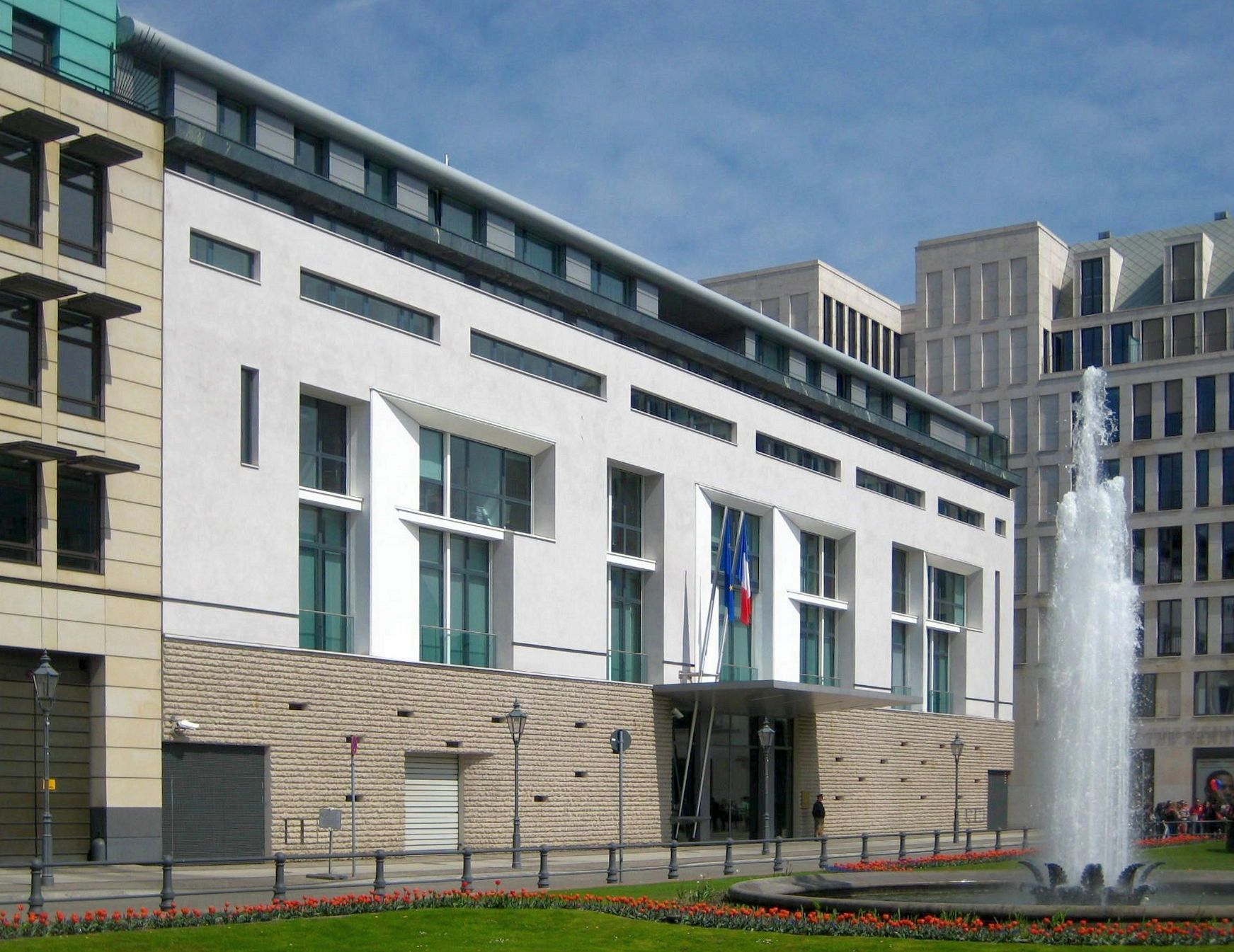
Französische Botschaft
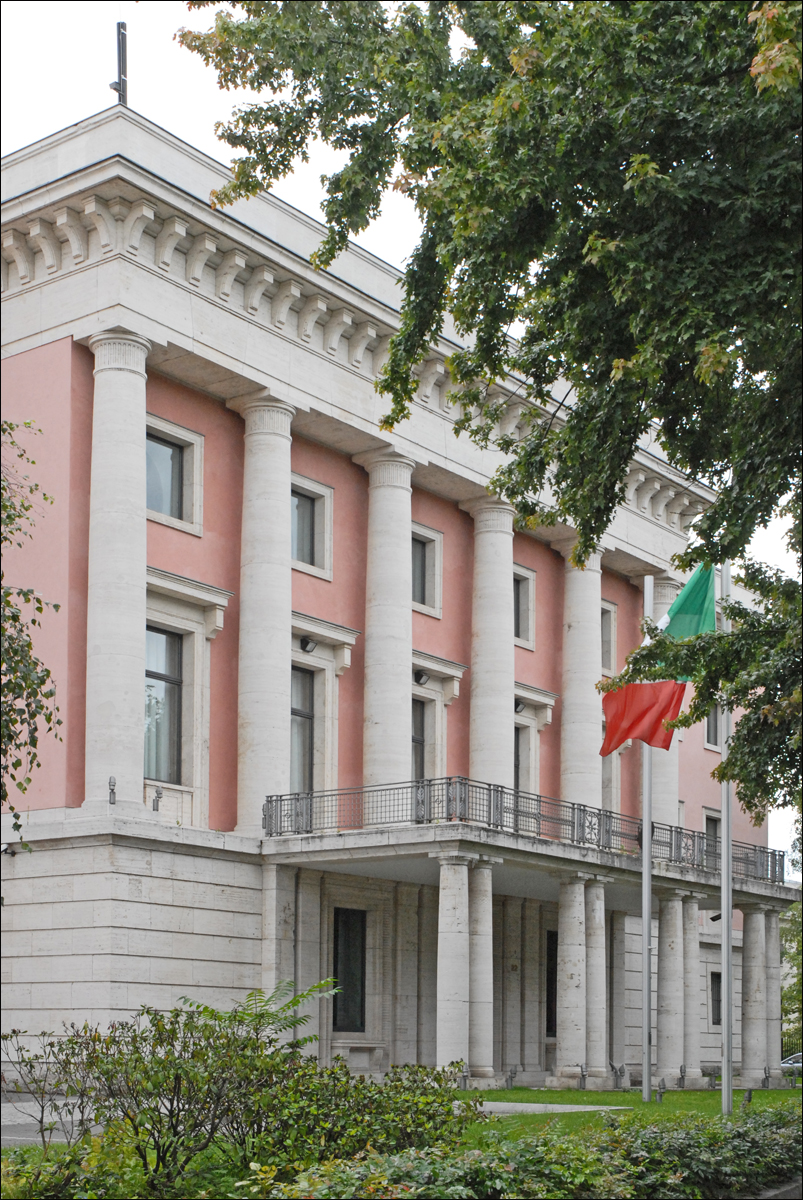
Italienische Botschaft
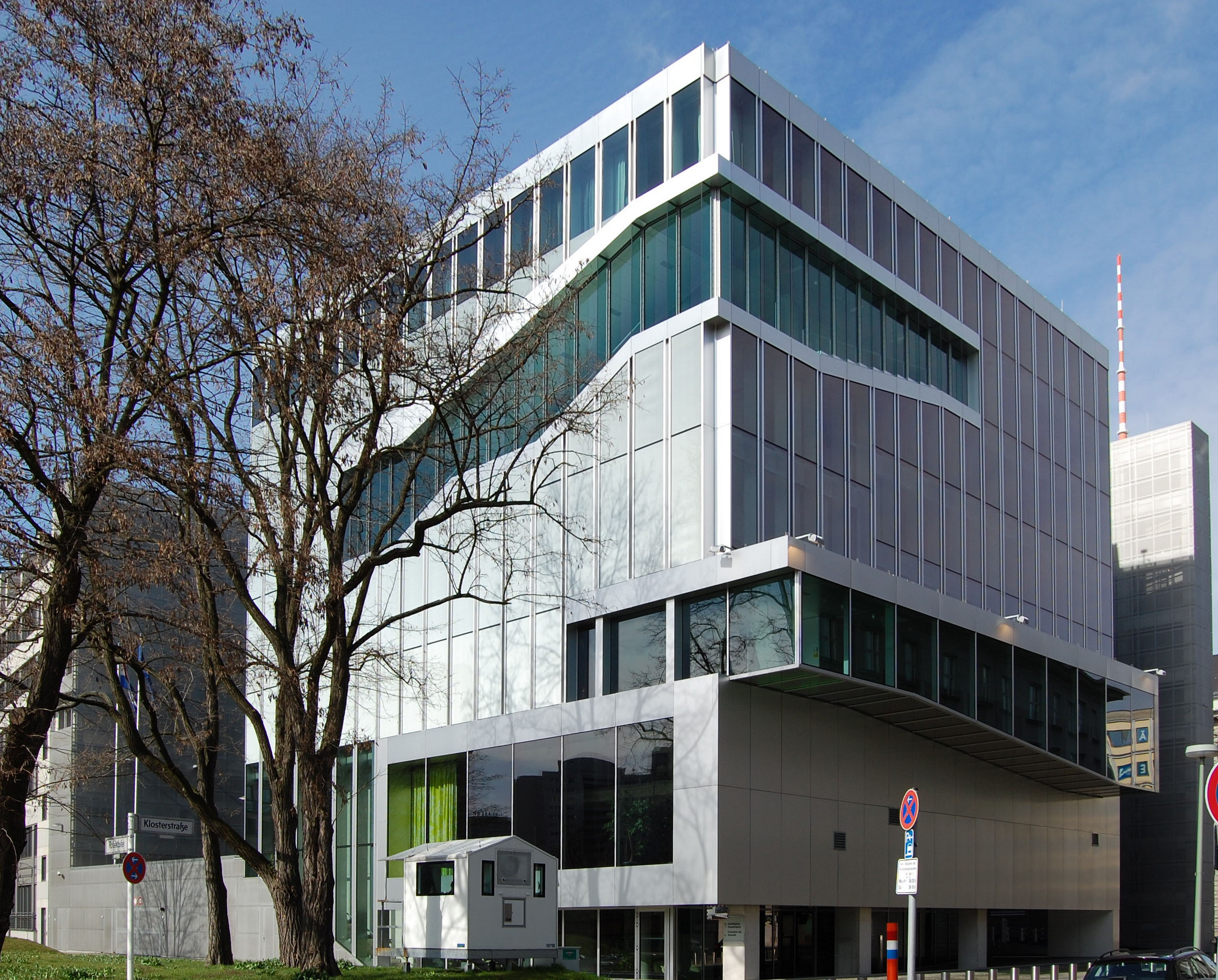
Niederländische Botschaft
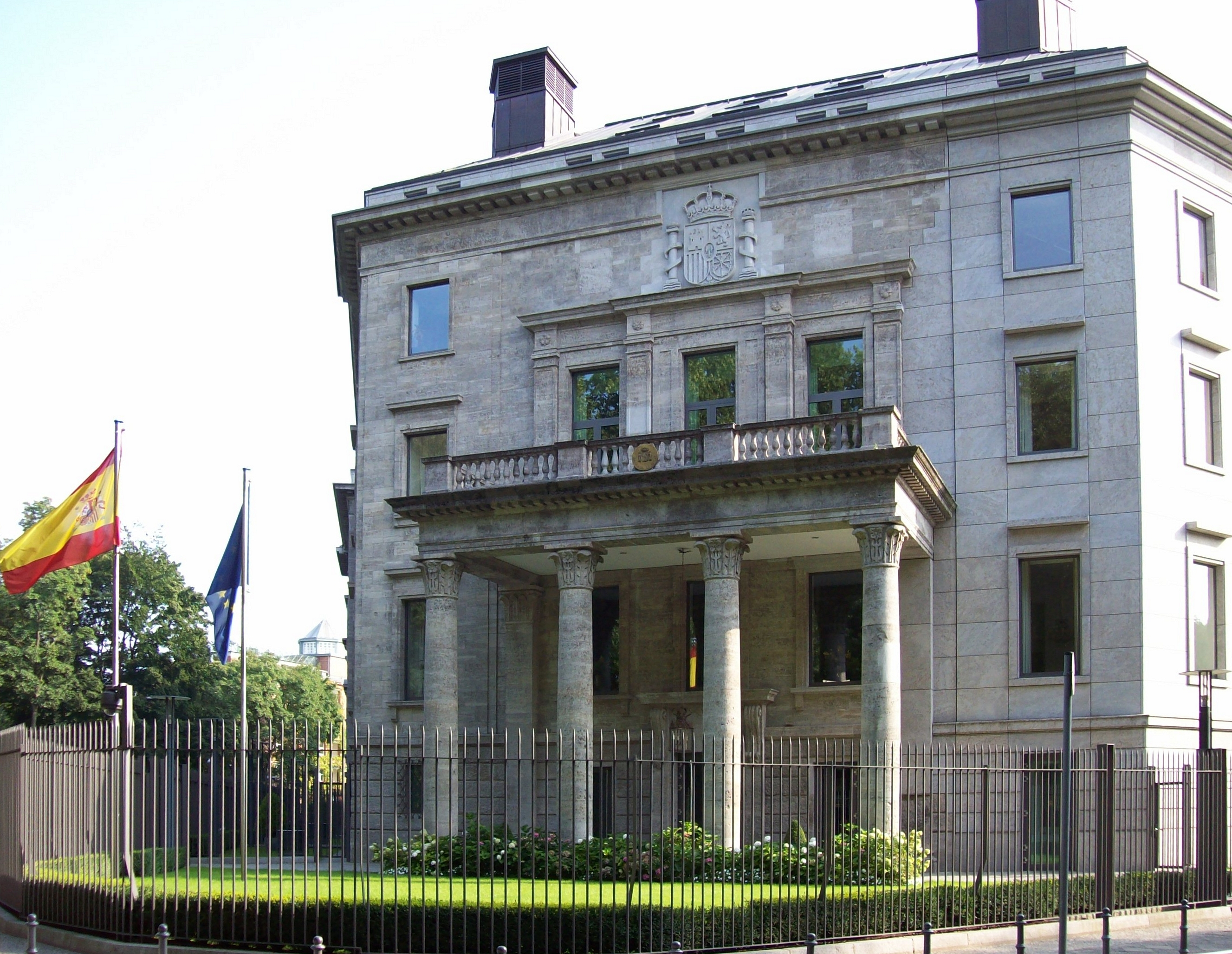
Spanische Botschaft
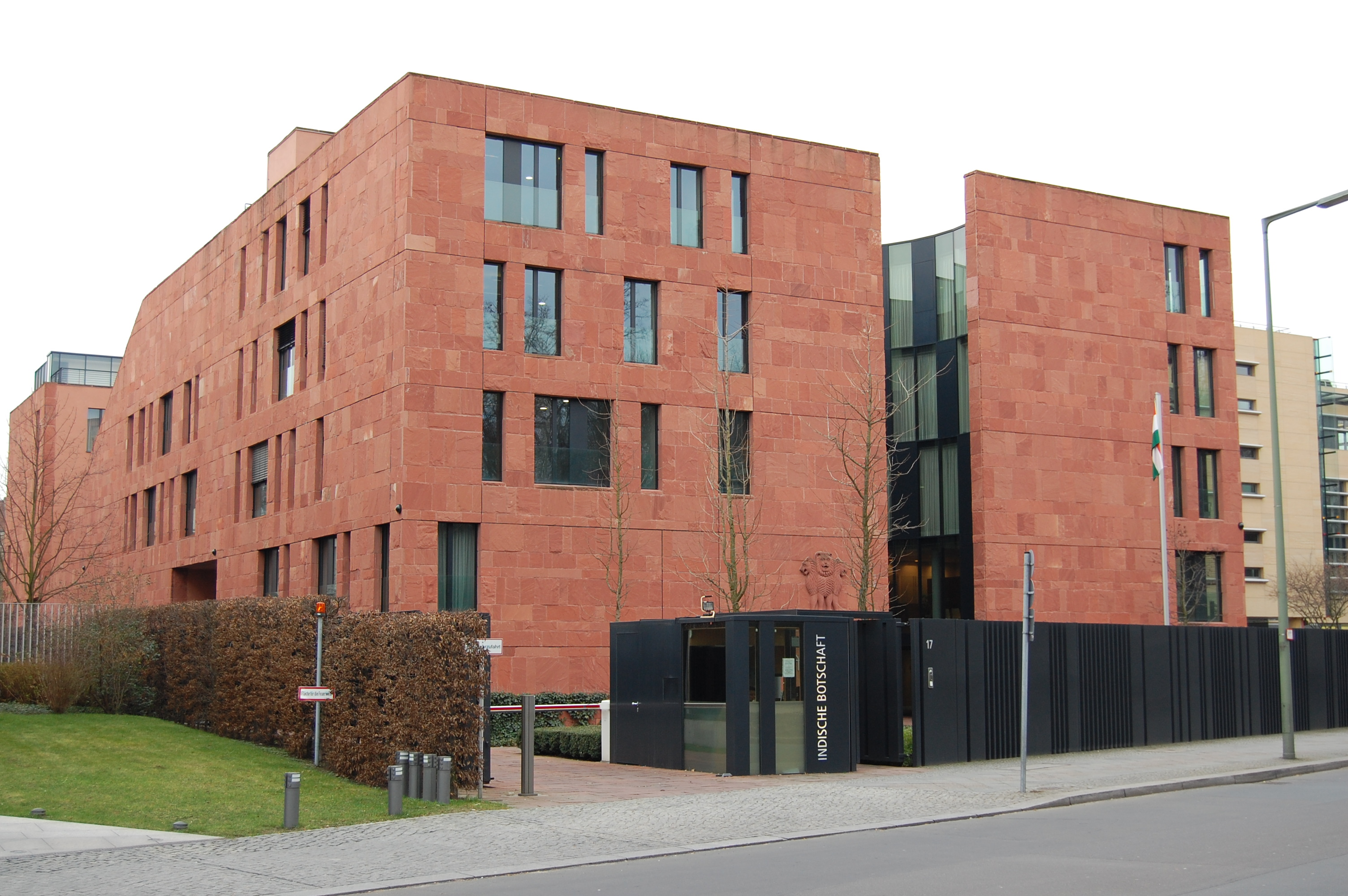
Indische Botschaft

## Internationale Organisationen
Seit dem Jahr 2021 betreibt die Weltgesundheitsorganisation (WHO) ein internationales Pandemie/Epidemie-Frühwarnzentrum (Global Hub for Pandemic and Epidemic Intelligence) in Berlin.